# Perché io credo in Colui che ha fatto il mondo
Perché io credo in Colui che ha fatto il mondo. Tra Fede e Scienza è un saggio scritto da Antonino Zichichi.

## Contenuto
Il libro è suddiviso in nove capitoli:
1. Sintesi introduttiva
2. Che cos'è la scienza
3. Distinguere l'uomo da tutte le altre forme di materia vivente
4. Evoluzione culturale e biologica
5. La scienza e la cultura del nostro tempo
6. Dov'è il Paradiso?
7. Il pessimismo tecnologico di fronte all'ottimismo scientifico
8. Dalla scienza una nuova speranza
9. Conclusioni e la grande alleanza tra scienza e fede

Nel secondo capitolo, l'autore ricorda l'affermazione di Galileo Galilei: "Studiando gli oggetti volgari scoprirò le leggi del Creato". Ai tempi di Galilei, gli oggetti volgari erano, per esempio, le pietre, gli spaghi e i legni. Con l'ausilio di tali oggetti scoprì la prima e la seconda legge del moto, mediante il pendolo e il piano inclinato. Attraverso un atto di fede in Colui che ha fatto il mondo, prosegue Zichichi, Galilei diede inizio alla Scienza attuale, basata sul metodo sperimentale.
Appellandosi esclusivamente alla fisica galileiana, Antonino Zichichi ripercorre la vexata quaestio del secolare rapporto tra Scienza e Fede: smentisce che ci sia una contrapposizione e, seppur nel rispetto dell'autonomia delle due aree di azione culturale, plaude all'integrazione della Fede in una civiltà caratterizzata dall'ideale della Scienza razionalista.

## Edizioni
- Antonino Zichichi, Perché io credo in Colui che ha fatto il mondo. Tra Fede e Scienza, Il Saggiatore, 1999,  p. 256, ISBN 88-428-0714-1.
- Antonino Zichichi, Perché io credo in Colui che ha fatto il mondo. Tra Fede e Scienza, Marco Tropea Editore, 2009,  p. 246, ISBN 88-558-0096-5.

## Critiche
Il libro è stato oggetto di una stroncatura critica condotta con stile sarcastico dal matematico Piergiorgio Odifreddi, nel suo libro Zichicche II, pubblicato nel 1999.